# It’s Not Unusual
It’s Not Unusual – utwór muzyczny walijskiego piosenkarza Toma Jonesa, wydany w 1965 jako pierwszy singiel z debiutanckiego albumu studyjnego artysty pt. Along Came Jones. Piosenkę napisali Les Reed i Gordon Mills.
Les Reed i Gordon Mills napisali piosenkę z myślą o Sandie Shaw, a Tom Jones nagrał jedynie wersję demo utworu. Demo zostało zarejestrowane jesienią 1964 w studiu Regent Sound przy Denmark Street, w nagraniach uczestniczą Jones jako wokalista, Reed na pianinie oraz Chris Slade na perkusji. Eve Taylor, menedżerka Shaw, odrzuciła nagranie, po czym Jones postanowił nagrać własną wersję i wydać ją jako singiel. Nagranie odbyło się w listopadzie 1964 w Decca Studios w West Hampstead. Oprócz Jonesa uczestniczyli w nim m.in. wokaliści z zespołu The Ivy League oraz gitarzysta Joe Moretti.
Utwór został wydany nakładem Decca Records na początku 1965 w Wielkiej Brytanii. Stopniowo zyskiwał zainteresowanie słuchaczy, był coraz częściej emitowany w radiu – najpierw w Radiu Luxembourg, a następnie także w innych rozgłośniach. 17 lutego 1965 trafił na brytyjską listę przebojów – debiutował na 39. miejscu, a po kilku tygodniach dotarł na szczyt zestawienia. 10 kwietnia pojawił się po raz pierwszy na amerykańskiej liście Billboard Hot 100, ostatecznie dotarł do 10. miejsca w notowaniu. Cieszył się dużą popularnością także w Irlandii, gdzie dotarł do szóstego miejsca listy Irish Singles Chart, oraz w Afryce Południowej, gdzie okazał się jednym z najczęściej granych singli w 1965.
Na stronie B singla znalazł się utwór „To Wait for Love” autorstwa Burta Bacharacha.
Singiel uzyskał certyfikat srebrnej płyty za sprzedaż w nakładzie ponad 200 tys. egzemplarzy.